# Bečvář (cràter)
Bečvář és un cràter d'impacte lunar que es troba prop de l'equador en la cara oculta de la Lluna, al nord-est del cràter Necho, dins del seu sistema de marques radials. Cap al nord-nord-est es troba el cràter Gregory.
És un sistema de cràters desgastat, erosionat amb alguns petits impactes que s'estenen a través del sòl i de la vora. Una formació de doble cràter ocupa la vora sud-oest, amb Bečvář Q que forma l'element nord-occidental d'aquesta parella. El cràter Bečvář X està unit a la vora nord.
Bečvář es troba al centre d'un cràter de 200 km de diàmetre sense nom, molt tènue, que va ser descobert originalment durant la missió Apollo 16 i reportat per Farouk El-Baz. El nom Neco va ser proposat per a aquest cràter, però el nom va ser finalment aprovat per al petit cràter Necho.

## Cràters satèl·lit

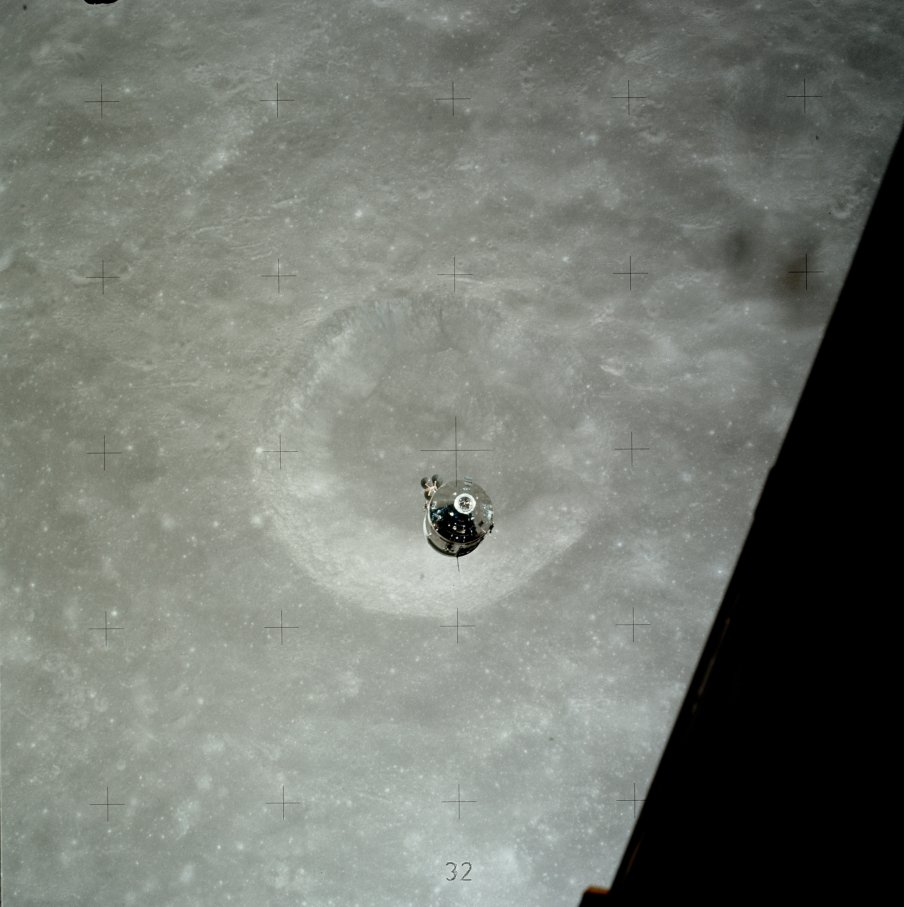
Mòdul de comandament i servei de l'Apol·lo 17 America sobre Bečvář X

Per convenció aquests elements són identificats en els mapes lunars posant la lletra en el costat del punt central del cràter que està més prop de Bečvář.
|        | \| Bečvář \| Coordenades \| Diàmetre \| \| ------ \| ------------------------------------ \| -------- \| \| D \| 1° 30′ S, 126° 30′ E / 1.5°S,126.5°E \| 15 km \| \| \| 2° 00′ S, 127° 48′ E / 2.0°S,127.8°E \| 15 km \| \| J \| 3° 36′ S, 126° 36′ E / 3.6°S,126.6°E \| 45 km \| \| \| 2° 54′ S, 124° 00′ E / 2.9°S,124.0°E \| 28 km \| \| \| 3° 00′ S, 121° 06′ E / 3.0°S,121.1°E \| 14 km \| \| T \| 1° 48′ S, 121° 54′ E / 1.8°S,121.9°E \| 27 km \| \| X \| 0° 36′ S, 124° 12′ E / 0.6°S,124.2°E \| 26 km \| |          |
| Bečvář | Coordenades | Diàmetre |
| D      | 1° 30′ S, 126° 30′ E / 1.5°S,126.5°E | 15 km    |
|        | 2° 00′ S, 127° 48′ E / 2.0°S,127.8°E | 15 km    |
| J      | 3° 36′ S, 126° 36′ E / 3.6°S,126.6°E | 45 km    |
|        | 2° 54′ S, 124° 00′ E / 2.9°S,124.0°E | 28 km    |
|        | 3° 00′ S, 121° 06′ E / 3.0°S,121.1°E | 14 km    |
| T      | 1° 48′ S, 121° 54′ E / 1.8°S,121.9°E | 27 km    |
| X      | 0° 36′ S, 124° 12′ E / 0.6°S,124.2°E | 26 km    |

## Referències

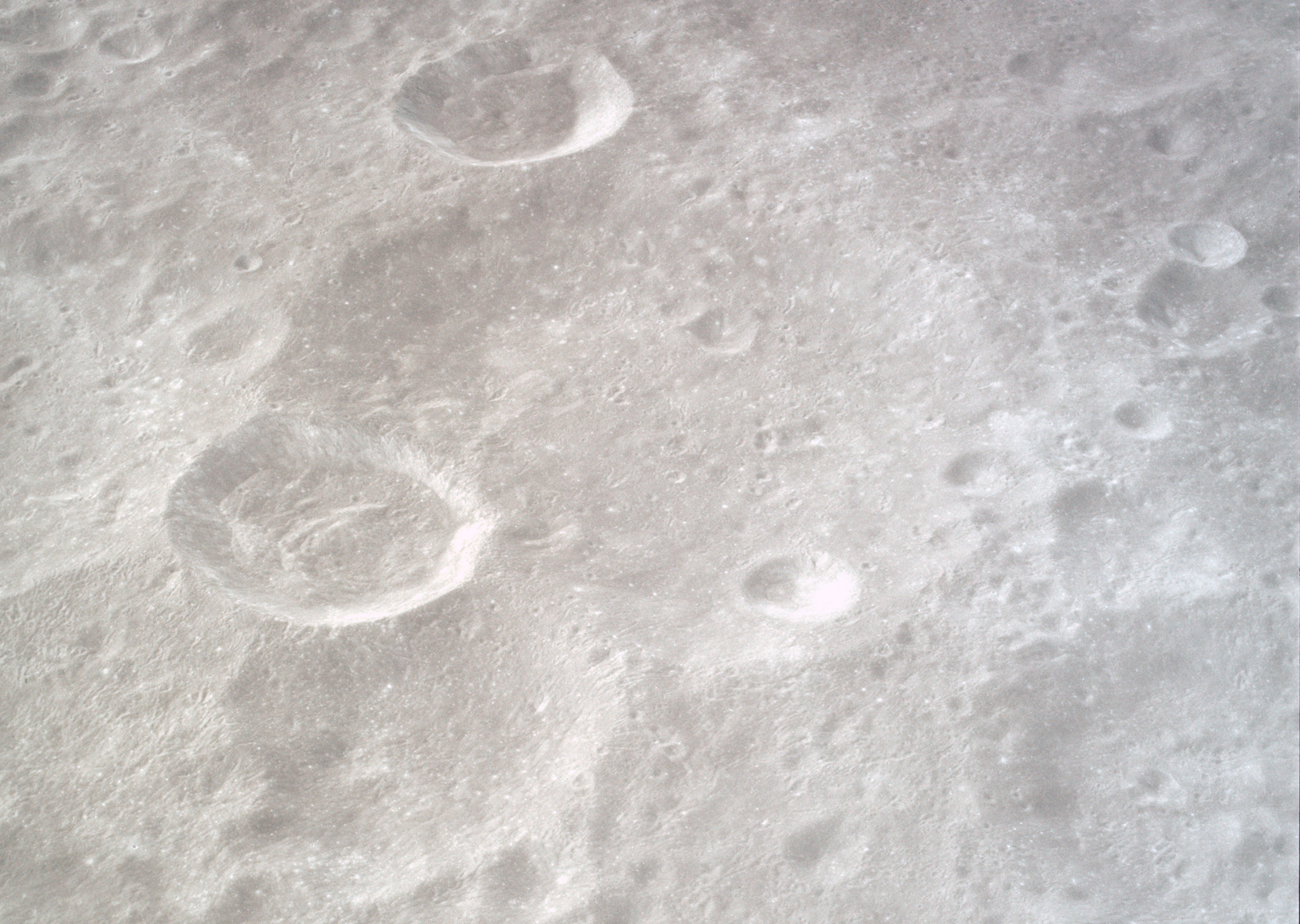
Vista obliqua de Bečvář des de l'Apol·lo 17, orientació nord

### Altres referències
- (WGPSN), IAU Working Group for Planetary System Nomenclature. «Gazetteer of Planetary Nomenclature. 1:1 Million-Scale Maps of the Moon» (en anglès).  UAI / USGS, 13-02-2013. [Consulta: 6 abril 2016].
- Andersson, L. E.; Whitaker, E. A.,. NASA Catalogue of Lunar Nomenclature (en anglès).  NASA RP-1097, 1982.
- Blue, Jennifer. «Gazetteer of Planetary Nomenclature» (en anglès).  USGS, 25-07-2007. [Consulta: 2 gener 2012].
- Bussey, B.; Spudis, P.. The Clementine Atlas of the Moon (en anglès).  Nueva York: Cambridge University Press, 2004. ISBN 0-521-81528-2.
- Cocks, Elijah E.; Cocks, Josiah C.. Who's Who on the Moon: A Biographical Dictionary of Lunar Nomenclature (en anglès).  Tudor Publishers, 1995. ISBN 0-936389-27-3.
- McDowell, Jonathan. «Lunar Nomenclature» (en anglès).   Jonathan's Space Report, 15-07-2007. [Consulta: 2 gener 2012].
- Menzel, D. H.; Minnaert, M.; Levin, B.; Dollfus, A.; Bell, B. «Report on Lunar Nomenclature by The Working Group of Commission 17 of the IAU» (en anglès). Space Science Reviews, 12, 1971, pàg. 136.
- Moore, Patrick. On the Moon (en anglès).  Sterling Publishing Co, 2001. ISBN 0-304-35469-4.
- Price, Fred W. The Moon Observer's Handbook (en anglès).  Cambridge University Press, 1988. ISBN 0521335000.
- Rükl, Antonín. Atlas of the Moon (en anglès).  Kalmbach Books, 1990. ISBN 0-913135-17-8.
- Webb, Rev. T. W.. Celestial Objects for Common Telescopes, 6ª edición revisada (en anglès).  Dover, 1962. ISBN 0-486-20917-2.
- Whitaker, Ewen A. Mapping and Naming the Moon (en anglès).  Cambridge University Press, 2003. 978-0-521-54414-6.
- Wlasuk, Peter T. Observing the Moon (en anglès).  Springer, 2000. ISBN 1-85233-193-3.